# 水原市

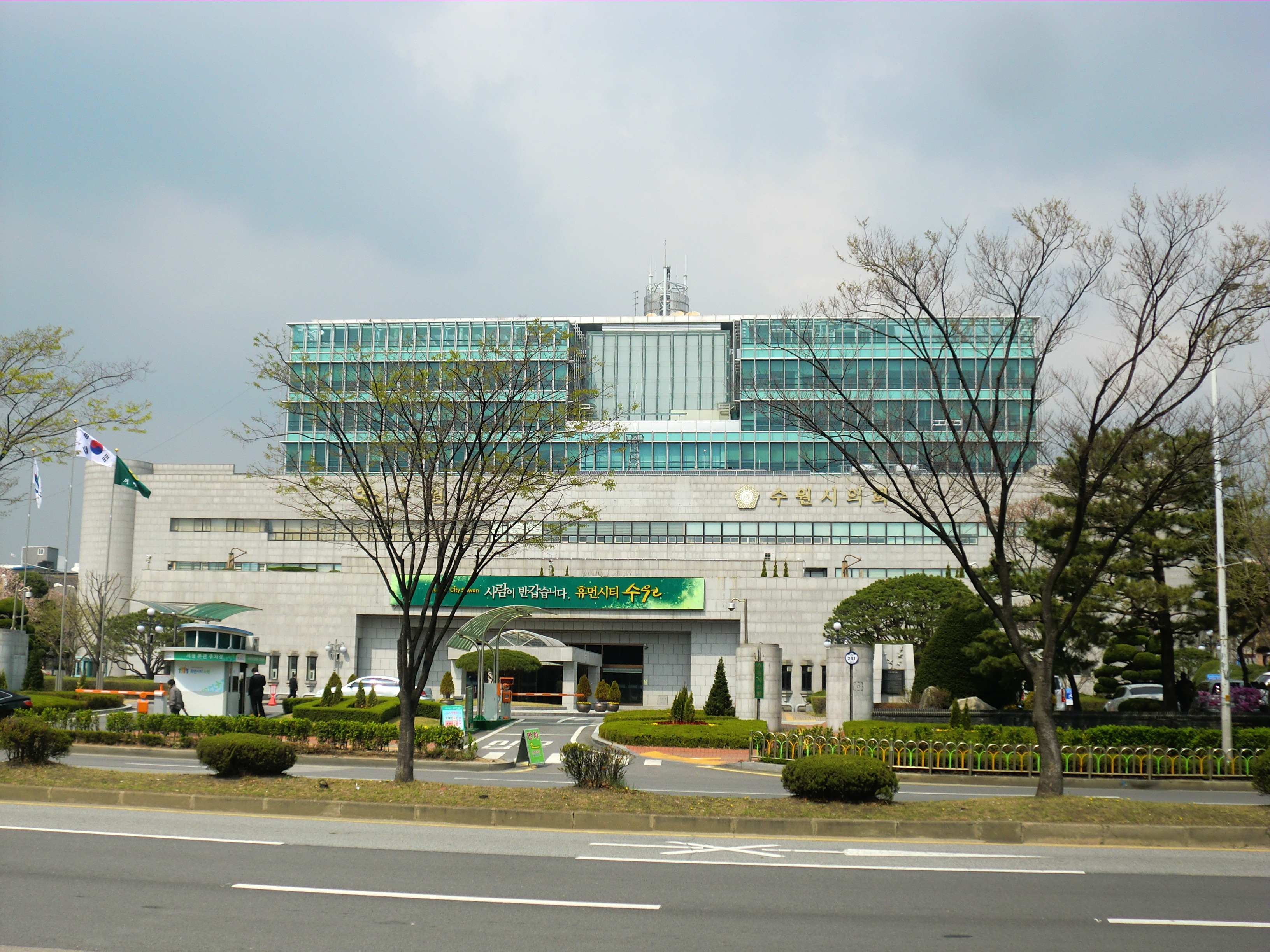
水原市庁

水原市（スウォンし、朝: 수원시）は、大韓民国北西部の都市。京畿道の道庁所在地である。基礎自治団体の中で最も人口が多く、特例市に指定されている。

## 概要
ソウル特別市から南35kmに位置する、首都圏南部の中核都市であり、京畿道庁所在地でもある。中心市街地はユネスコの世界遺産に登録されている「水原華城」の城壁に取り囲まれている。名物は水原カルビ（牛カルビの焼肉）。大韓民国の地方自治法第175条に基づいて特例が適用される大都市に指定されている。2022年1月13日に特例市に昇格。
韓国では一般に人口100万人を超える都市は広域市となり道から独立するが、水原市は法令改正で新設された特例市である。

## 歴史
古代は高句麗の買忽郡であり、統一新羅時代に水城郡、高麗時代に水州となった。朝鮮王朝（李氏朝鮮）成立後の1413年に水原都護府が置かれ、1796年に華城が建設されている。当時は華城に首都を移転する動きもあった。
1895年水原郡となり、1914年水原郡水原面（村）設置、1931年同水原邑（町）、1949年水原市に昇格した。1967年、京畿道庁がソウル特別市から移転した。

### 年表
- 1949年
  - 8月14日 - 水原郡水原邑が水原府に昇格。
  - 8月15日 - 水原府が水原市に改称。
- 1963年1月1日 - 華城郡安龍面・台章面・日旺面のそれぞれ一部を編入。
- 1967年6月23日 - 京畿道庁がソウル特別市から移転。
- 1983年2月15日 - 龍仁郡水枝面の一部（二儀里・下里）を編入。
- 1987年1月1日 - 華城郡梅松面の一部を編入。
- 1988年7月1日 - 勧善区・長安区設置。（2区）
- 1993年2月1日 - 勧善区・長安区の各一部から八達区を設置。（3区）
- 1994年12月26日（3区）
  - 華城郡半月面の一部が勧善区に編入。
  - 龍仁郡器興邑、華城郡台安邑の各一部が八達区に編入。
- 1995年4月20日 - 華城郡台安邑の一部が八達区に編入。（3区）
- 2003年11月24日（4区）
  - 八達区の一部が分立し、霊通区となる。
  - 長安区・勧善区の各一部が八達区に編入。
- 2013年2月2日 - 勧善区・長安区の各一部が義王市に編入。（4区）
- 2022年1月13日 - 特例市に昇格[3]。

## 行政
水原市長は第8代全国同時地方選挙で当選した共に民主党所属の李在浚が務めている。

### 行政区画
- 勧善区　クォンソンく（緑）
- 霊通区　ヨントンく（赤）
- 長安区　チャンアンく（黄）
- 八達区　パルタルく（青）

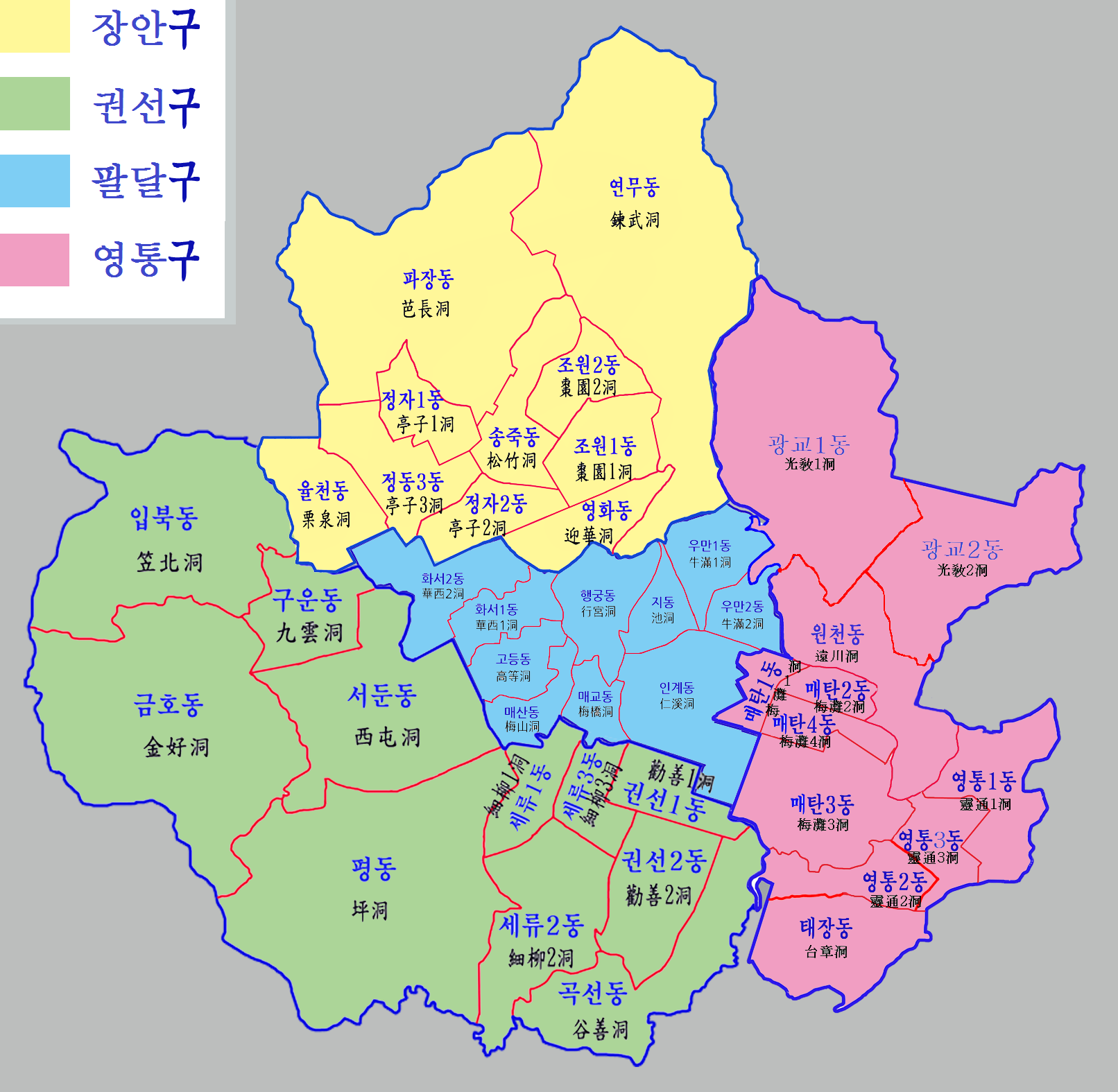
行政区域図

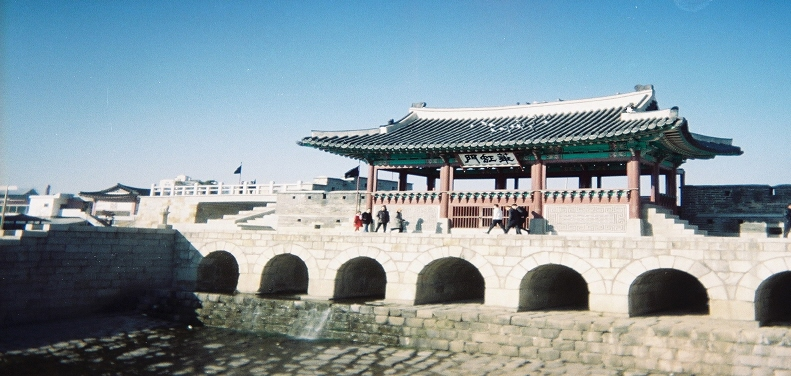
水原華城の華虹門

読みと各種表記は大韓民国の地方行政区画を参照。

### 警察
- 水原中部警察署
- 水原南部警察署
- 水原西部警察署

### 消防
- 水原消防署

## 気候
最高気温極値は39.3℃（2018年8月1日）、最低気温極値は-25.8℃（1969年2月6日）、過去最深積雪は28.3cm（1981年1月2日）である。
| 水原市の気候                                                | 水原市の気候  | 水原市の気候  | 水原市の気候 | 水原市の気候 | 水原市の気候 | 水原市の気候  | 水原市の気候   | 水原市の気候   | 水原市の気候  | 水原市の気候 | 水原市の気候 | 水原市の気候  | 水原市の気候    |
| 月                                                          | 1月           | 2月           | 3月          | 4月          | 5月          | 6月           | 7月            | 8月            | 9月           | 10月         | 11月         | 12月          | 年              |
| ----------------------------------------------------------- | ------------- | ------------- | ------------ | ------------ | ------------ | ------------- | -------------- | -------------- | ------------- | ------------ | ------------ | ------------- | --------------- |
| 最高気温記録 °C （°F）                                      | 15.3 (59.5)   | 19.3 (66.7)   | 25.0 (77)    | 30.5 (86.9)  | 33.2 (91.8)  | 34.0 (93.2)   | 37.5 (99.5)    | 39.3 (102.7)   | 33.7 (92.7)   | 29.0 (84.2)  | 25.8 (78.4)  | 17.8 (64)     | 39.3 (102.7)    |
| 平均最高気温 °C （°F）                                      | 2.8 (37)      | 5.6 (42.1)    | 11.3 (52.3)  | 18.2 (64.8)  | 23.6 (74.5)  | 27.5 (81.5)   | 29.3 (84.7)    | 30.3 (86.5)    | 26.4 (79.5)   | 20.4 (68.7)  | 12.5 (54.5)  | 4.9 (40.8)    | 17.7 (63.9)     |
| 日平均気温 °C （°F）                                        | −2.1 (28.2)   | 0.3 (32.5)    | 5.7 (42.3)   | 12.0 (53.6)  | 17.6 (63.7)  | 22.2 (72)     | 25.3 (77.5)    | 26.0 (78.8)    | 21.4 (70.5)   | 14.6 (58.3)  | 7.2 (45)     | 0.1 (32.2)    | 12.5 (54.5)     |
| 平均最低気温 °C （°F）                                      | −6.6 (20.1)   | −4.5 (23.9)   | 0.6 (33.1)   | 6.4 (43.5)   | 12.3 (54.1)  | 17.9 (64.2)   | 22.1 (71.8)    | 22.7 (72.9)    | 17.1 (62.8)   | 9.4 (48.9)   | 2.4 (36.3)   | −4.2 (24.4)   | 8.0 (46.4)      |
| 最低気温記録 °C （°F）                                      | −24.8 (−12.6) | −25.8 (−14.4) | −11.3 (11.7) | −4.7 (23.5)  | 2.3 (36.1)   | 7.8 (46)      | 13.2 (55.8)    | 13.0 (55.4)    | 3.6 (38.5)    | −3.6 (25.5)  | −12.6 (9.3)  | −24.4 (−11.9) | −25.8 (−14.4)   |
| 降水量 mm （inch）                                          | 18.1 (0.713)  | 28.3 (1.114)  | 40.7 (1.602) | 71.6 (2.819) | 95.0 (3.74)  | 122.9 (4.839) | 385.1 (15.161) | 296.3 (11.665) | 133.5 (5.256) | 54.1 (2.13)  | 48.9 (1.925) | 25.8 (1.016)  | 1,320.3 (51.98) |
| 平均降水日数 （≥0.1 mm）                                    | 6.7           | 6.2           | 7.0          | 8.0          | 8.6          | 9.6           | 15.4           | 14.0           | 8.6           | 6.1          | 9.0          | 8.3           | 107.5           |
| 平均降雪日数                                                | 6.9           | 5.3           | 2.2          | 0.1          | 0.0          | 0.0           | 0.0            | 0.0            | 0.0           | 0.0          | 1.8          | 6.8           | 23.1            |
| % 湿度                                                      | 63.0          | 61.9          | 62.2         | 62.1         | 66.1         | 71.4          | 79.9           | 77.6           | 73.2          | 69.8         | 67.9         | 64.4          | 68.3            |
| 平均月間日照時間                                            | 174.3         | 178.7         | 205.7        | 214.5        | 229.7        | 195.0         | 138.2          | 168.7          | 184.6         | 208.9        | 162.5        | 166.2         | 2,227           |
| 出典：韓国気象庁 (平均値：1991年-2020年、極値：1964年-現在) |               |               |              |              |              |               |                |                |               |              |              |               |                 |

## 経済
サムスン電子本社が存在する企業城下町であり、市の法人税収の7割強をサムスングループが納めている。
2022年の名目域内総生産は40億9588万ウォンで、京畿道内では華城市、城南市に次ぐ3位となった。

## 観光
- 水原華城
  - 水原華城文化フェスティバル 10月10日ごろ開催
- 華城行宮
- 水原郷校 大成殿水原郷校
- 水原華城博物館
- 水原美術展示館
- 行宮洞　壁画小路
- 池洞壁画小路&夕焼け展望台
- 水原工房通り
- 水原広州李氏月谷宅
- 万石公園
- 奉寧寺
- 青蓮庵
- 蚕糸科学博物館
- 水原川　河川再生の先駆けとして知られる。
- 光教湖水公園（旧　遠川遊園地）
- 化粧室博物館

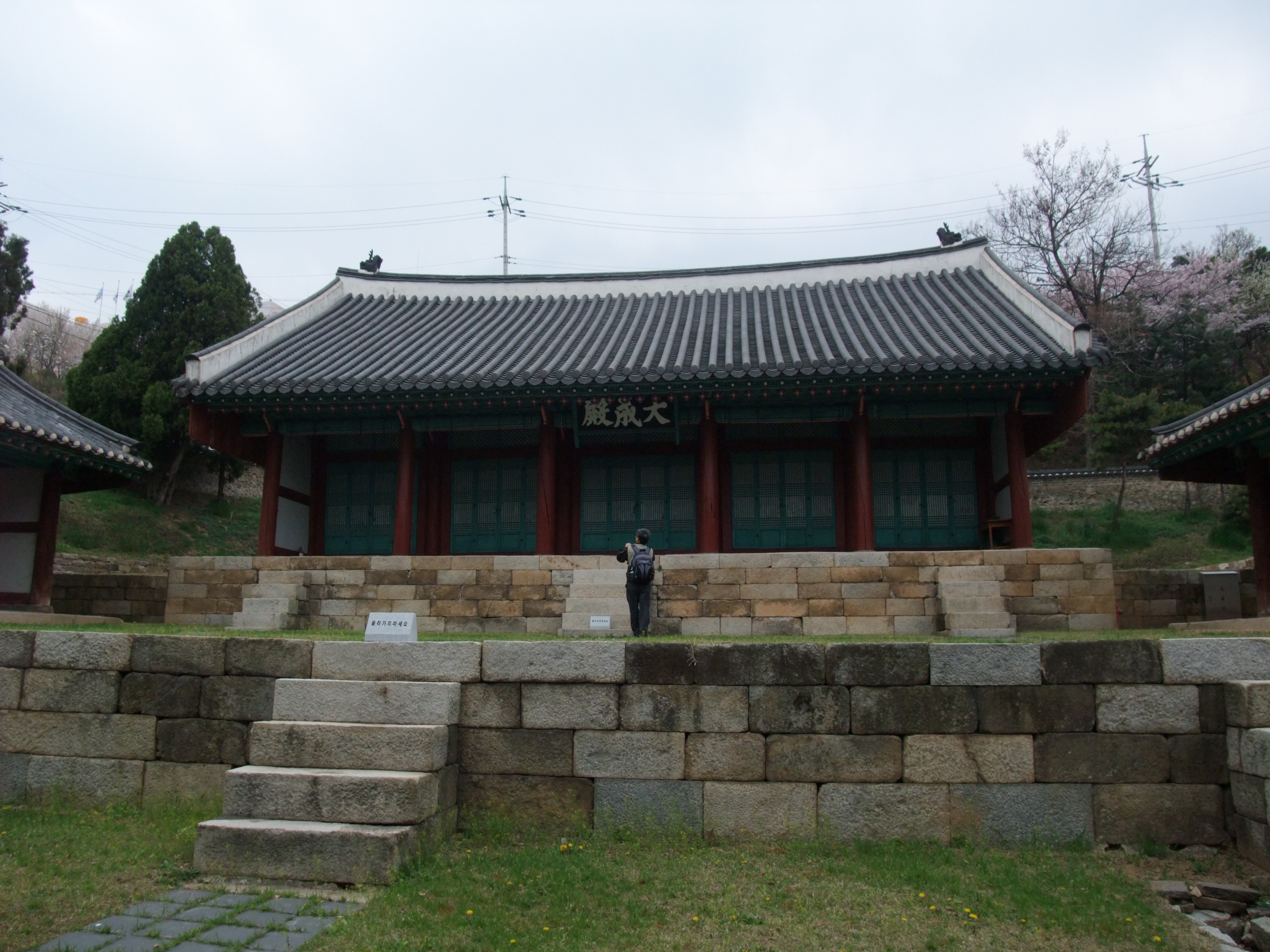
水原郷校 大成殿

- 水原ワールドカップ競技場（彫刻公園・サッカー博物館）
- 孝園公園 粤華苑
- 京畿道文化の殿堂
- 無形文化財伝授会館
- KBS水原ドラマ制作センター
- 朴智星サッカーセンター（JSFC)
- ヘウジェ（解憂斎）：トイレ文化展示館

## 交通

### 鉄道

#### 営業中の路線
- 韓国鉄道公社（KORAIL）
  - 京釜線（首都圏電鉄1号線）：成均館大駅 - 華西駅 - 水原駅 - 細柳駅
    - 列車線　水原駅は経由する全ての旅客列車が停車する。京釜線のほか長項線・忠北線・湖南線などへ直通するITX-セマウル・ムグンファ号・ヌリロのほか、ソウル駅 - 大田駅間で在来線を経由するKTX（京釜高速鉄道、上下4本のみ）も停車し、停車列車数は昼間1時間当たり3 - 6本。なお、京釜高速線は市内を通過しない。ソウル駅へはどの種別でも所要時間35分前後。大田駅へは65 - 80分。
    - 電鉄線　昼間は1時間に7本程度、ソウル交通公社1号線に直通する各駅停車が運転されているほか、龍山駅からの急行も1時間に1本程度設定されている（急行はラッシュ時のみソウル駅発着）。各駅停車のソウル駅 - 水原駅間は所要時間約60分、急行の龍山駅 - 水原駅間は約45分。

  - 盆唐線：清明駅 - 霊通駅 - 網浦駅 - 梅灘勸善駅 - 水原市庁駅 - 梅橋駅 - 水原駅
  - 水仁線：水原駅 - 古索駅 - 梧木川駅
- 京畿鉄道
  - 新盆唐線：光教中央駅 - 光教駅

#### 建設中の路線（営業再開準備中を含む）
- 韓国鉄道公社（KORAIL）
- 新盆唐線：光教中央駅 - (京畿大駅) - 水原ワールドカップ競技場駅 - 八達駅 - 華西駅 - 好梅実駅

### バス
- 高速・市外バス
  - 水原バスターミナル　水原駅より南東2.5km、細柳駅より北へ1kmに所在。
    - 高速バスは、大田へは所要時間1時間40分。その他大邱（大邱中央）・光州・木浦・晋州等への便がある。
    - 市外バスも大田行きがある。その他仁川・利川・原州・江陵・忠州・全州・浦項・蔚山・釜山総合ターミナル・昌原/馬山等への便がある。

  - 西水原バスターミナル　水原駅より北西3.3kmに所在。
    - 市外バス、安山・仁川などへの便があるが、本数は少ない。
- 空港バス
  - 水原バスターミナル・西水原バスターミナルや水原駅から仁川国際空港行きが運行。
  - 水原キャッスルホテルから金浦国際空港行きが運行。
- 一般バス

市内だけでなく周辺都市へも一般バス扱いの路線がある。ソウル特別市の舎堂駅～水原駅を結ぶバスが多数運行されているのをはじめ、議政府市・城南市・始興市・華城市等への便がある。

### 高速道路
- 嶺東高速道路（50号線）
  - 東水原インターチェンジ - 北水原インターチェンジ
- 龍仁-ソウル高速道路（171号線）
  - 光教上峴インターチェンジ
- 京釜高速道路（1号線）の水原インターチェンジは水原市にはなく、東隣の龍仁市にある。

### 国道
- 国道1号
- 国道42号線 (韓国)（朝鮮語版）
- 国道43号線 (韓国)（朝鮮語版）

## 軍事
- 水原空軍基地 アメリカ第7空軍（司令部、烏山空軍基地）所属

## 教育
- 成均館大学校自然科学キャンパス
- 亜洲大学校
- 京畿大学校
- 水原女子大学校
- 東南保健大学校
- 韓国放送通信大学校京畿地域大学
- ソウル大学校水原キャンパス

## スポーツ
- 2002年サッカーW杯開催都市で、水原ワールドカップ競技場で4試合が行われた。
  - （6/5　グループリーグD　アメリカ3－2ポルトガル､　6/11　グループリーグA　セネガル3－3ウルグアイ、6/13　グループリーグC　コスタリカ2－5ブラジル、6/16　ラウンド16　スペイン1－1アイルランド　PK3－2でスペイン勝利）
- 水原KEPCO45は、1945年11月28日創立の伝統チームである。

| 種目                       | チーム名                 | 創立年度 | ホーム競技場                 |
| KBOリーグ                  | KTウィズ                 | 2014年   | 水原総合運動場野球場         |
| Kリーグ1                   | 水原三星ブルーウィングス | 1995年   | 水原ワールドカップ競技場     |
| Kリーグ1                   | 水原FC                   | 2003年   | 水原総合運動場               |
| WKリーグ                   | 水原市施設管理公団       | 2008年   | 水原総合運動場               |
| 韓国バスケットボールリーグ | 水原KTソニックブーム     |          | 水原KTソニックブームアリーナ |
| Vリーグ男子                | 水原韓国電力ビクストーム | 1945年   | 水原室内体育館               |
| Vリーグ女子                | 水原現代建設ヒルステート | 1977年   | 水原室内体育館               |

また、2000年から2007年まではプロ野球の現代ユニコーンズも水原総合運動場野球場を事実上の本拠地（登録上の縁故地はソウル特別市）としていた。これは、ソウルに新たにプロ野球開催球場が確保されるまでの暫定措置としていたが実現せずに球団は解散した。その後水原市を本拠地とするプロ野球新球団KTウィズの設立が決定し、2014年から2軍リーグ、2015年から1軍リーグに参加した。
なお、水原ワールドカップ競技場と水原総合運動場は別の場所にある。

## メディア
- KBS水原センター　ドラマ撮影などが行われる他、京畿道・仁川広域市の地域放送拠点となるKBS京仁放送センターも設置されている。

## 姉妹都市
韓国国内
- 済州特別自治道済州市（1997年4月25日）
- 慶尚北道浦項市（2009年3月9日）
- 忠清南道泰安郡（2009年11月9日）

韓国国外
- 北海道旭川市（1989年10月17日）
- 山東省済南市（1993年10月27日）
- クイーンズランド州タウンズビル市（1997年4月28日）
- 西ジャワ州バンドン市（1997年8月25日）
- ヤロバ市（1999年6月11日）
- クルージュ県クルージュ＝ナポカ市（1999年6月17日）
- メヒコ州トルーカ市（1999年11月8日）
- フェズ市（2003年2月21日）
- ハイズオン省（2004年7月13日）
- シェムリアップ州（2004年7月16日）
- ニジニ・ノヴゴロド州ニジニ・ノヴゴロド市（2005年6月11日）
- パラナ州クリチバ市（2006年7月24日）
- 高雄市（2019年2月16日）

## 友好都市
- 福井県福井市（2001年12月22日）
- 広東省珠海市（2006年8月23日）
- 浙江省杭州市（2009年10月9日）

## 水原市を舞台とした作品

### 映画
- 正しい日 間違えた日（2015年）